# Cantonul Seuil-d'Argonne
Cantonul Seuil-d'Argonne este un canton din arondismentul Bar-le-Duc, departamentul Meuse, regiunea Lorena, Franța.

## Comune
- Autrécourt-sur-Aire
- Beaulieu-en-Argonne
- Beausite
- Brizeaux
- Èvres
- Foucaucourt-sur-Thabas
- Ippécourt
- Lavoye
- Nubécourt
- Pretz-en-Argonne
- Seuil-d'Argonne (reședință)
- Les Trois-Domaines
- Waly